# Douglas Dunn
Pour les articles homonymes, voir Douglas Dunn (homonymie).
Douglas Dunn est un danseur et chorégraphe américain né à Palo Alto (Californie) le 19 octobre 1942.
Après des études à l'Université de Princeton, il danse avec Yvonne Rainer et Merce Cunningham.
Il fonde sa compagnie Douglas Dunn & Dancers en 1978 et travaille en France, notamment avec Jean Guizerix et Wilfride Piollet.

## Quelques chorégraphies
- 1973 : Time Out
- 1974 : 101 - Four for Nothing
- 1975 : Gesture in Red
- 1977 : Solo Film & Dance
- 1978 : Rille - Relief - Coquina
- 1980 : Pulcinella (pour le Ballet de l'Opéra national de Paris)
- 1981 : Cycles (musique de Steve Lacy)
- 1984 : Futurities (musique de Steve Lacy)
- 1988 : Gondolages (avec Jean Guizerix et Wilfride Piollet)
- 1992 : Landing (musique de Steve Lacy)
- 1994 : Disappearances
- 1997 : Riddance
- 1998 : Cocca Mocca
- 1999 : Triskelion
- 2000 : The Common Good
- 2001 : Aerobia
- 2003 : Muscle Shoals (avec Steve Lacy, au Théâtre de la Bastille)
- 2004 : The Higgs Field